# Salmo 132
O Salmo 132 [131 na numeração grega] é o 132o ou 131o salmo do Livro de Salmos. É um dos quinze que começam com a expressão "cântico das peregrinações".

## Texto
O Salmo 132 foi escrito originalmente na língua hebraica, e está dividido em 18 versículos .

### Versão Almeida Corrigida Fiel
O texto a seguir está relatado conforme a versão Almeida Corrigida Fiel:
1. Lembra-te, SENHOR, de Davi, e de todas as suas aflições.
2. Como jurou ao Senhor, e fez votos ao poderoso Deus de Jacó, dizendo:
3. Certamente que não entrarei na tenda de minha casa, nem subirei à minha cama,
4. Não darei sono aos meus olhos, nem repouso às minhas pálpebras,
5. Enquanto não achar lugar para o Senhor, uma morada para o poderoso Deus de Jacó.
6. Eis que ouvimos falar dela em Efrata, e a achamos no campo do bosque.
7. Entraremos nos seus tabernáculos; prostrar-nos-emos ante o escabelo de seus pés.
8. Levanta-te, Senhor, ao teu repouso, tu e a arca da tua força.
9. Vistam-se os teus sacerdotes de justiça, e alegrem-se os teus santos.
10. Por amor de Davi, teu servo, não faças virar o rosto do teu ungido.
11. O Senhor jurou com verdade a Davi, e não se apartará dela: Do fruto do teu ventre porei sobre o teu trono.
12. Se os teus filhos guardarem a minha aliança, e os meus testemunhos, que eu lhes hei de ensinar, também os seus filhos se assentarão perpetuamente no teu trono.
13. Porque o Senhor escolheu a Sião; desejou-a para a sua habitação, dizendo:
14. Este é o meu repouso para sempre; aqui habitarei, pois o desejei.
15. Abençoarei abundantemente o seu mantimento; fartarei de pão os seus necessitados.
16. Também vestirei os seus sacerdotes de salvação, e os seus santos saltarão de prazer.
17. Ali farei brotar a força de Davi; preparei uma lâmpada para o meu ungido.
18. Vestirei os seus inimigos de vergonha; mas sobre ele florescerá a sua coroa.

## Uso

### Judaísmo
- É recitado após a Minchá, entre Sucot e o Sabá Hagadol.[4]
- Os versos 8-10 estão entre os recitados enquanto o Sefer Torá e posto sobre a Aron Kodesh.[5]
- O verso 13 é o décimo-quarto verso da Yehi Kivod nos pesukei dezimra.[6]

### Cristianismo latino
Como São Bento de Núrsia geralmente atribuía os últimos salmos às vésperas, este salmo era tradicionalmente performado durante a celebração das mesmas às quintas feiras, segundo a Regra de São Bento.

### Cristianismo bizantino
Na Divina Liturgia de São Basílio e na de São João Crisóstomo, o nono verso do Salmo é recitado durante a Liturgia de Preparação, durante a bênção do felônio.

### Interpretação musical
- "Let David Be Remembered" - Thaxted, Martin E. Leckebusch, 2003[10]